# 스티브 아치볼드
스티브 아치볼드(영어: Steve Archibald, 1956년 9월 27일 ~ )는 스코틀랜드의 전직 축구 선수 겸 감독으로 포지션은 스트라이커이다. 클라이드, 애버딘, 토트넘 홋스퍼, 바르셀로나, 블랙번 로버스, 하이버니언, 에스파뇰, 세인트 미렌, 레딩, 풀럼 등에서 뛰었으며 1982년 FIFA 월드컵과 1986년 FIFA 월드컵에서 스코틀랜드 대표로 출전했다.